# Vaya Con Dios
Vaya Con Dios a fost o formație muzicală belgiană. Trupa era cunoscută pentru amestecul de stiluri muzicale, precum și pentru vocea deosebită a solistei Dani Klein. Aceasta este una din cele mai de succes formații belgiene din toate timpurile, cu vânzări de peste 7 milioane de albume și peste 3 milioane de single-uri.
La începutul anului 2013 trupa și-a anunțat retragerea din activitate printr-un turneu internațional, „Farewell Tour”. Inițial planificat să dureze un an, turneul s-a prelungit adăugându-se noi concerte la el, inclusiv un concert la București pe 5 octombrie 2014. Ultimele două concerte din cariera Vaya Con Dios au avut loc pe 24 și 25 octombrie 2014, la Antwerp și Bruxelles, respectiv.

## Discografie

### Albume

#### Albume de studio
| An   | Album                                       | Poziții în topuri | Poziții în topuri | Poziții în topuri | Poziții în topuri | Poziții în topuri | Poziții în topuri | Poziții în topuri | Poziții în topuri | Poziții în topuri | Certificări                                                     |
| An   | Album                                       | BEL (FL)          | BEL (WA)          | NLD               | GER               | AUT               | CH                | SWE               | NOR               | FIN               | Certificări                                                     |
| ---- | ------------------------------------------- | ----------------- | ----------------- | ----------------- | ----------------- | ----------------- | ----------------- | ----------------- | ----------------- | ----------------- | --------------------------------------------------------------- |
| 1988 | Vaya Con Dios - Lansat: October 1988        | —                 | —                 | 75                | 49                | 10                | 23                | 9                 | —                 | —                 | - FIN: 2 x Platinum                                             |
| 1990 | Night Owls - Lansat: April 1990             | —                 | —                 | 5                 | 6                 | 4                 | 1                 | 8                 | —                 | —                 | - NLD: Platină - GER: Platină - FIN: Aur                        |
| 1992 | Time Flies - Lansat: September 1992         | —                 | —                 | 1                 | 9                 | 4                 | 1                 | 13                | 11                | —                 | - NLD: Platină - CHE: 3 x Platină - GER: Platină - NOR: Platină |
| 1995 | Roots and Wings - Lansat: September 1995    | 1                 | 2                 | 10                | 33                | 11                | 3                 | 16                | 5                 | 32                | - NLD: Aur - NOR: Aur                                           |
| 2004 | The Promise - Lansat: October 2004          | 12                | 73                | 96                | —                 | —                 | 67                | —                 | —                 | 32                |                                                                 |
| 2009 | Comme on est venu... - Lansat: October 2009 | 7                 | 4                 | —                 | —                 | —                 | —                 | —                 | —                 | —                 | - BEL: Platină - POL: Aur                                       |

#### Compilații
| An   | Album                                                                   | Poziții în topuri | Poziții în topuri | Poziții în topuri | Poziții în topuri | Poziții în topuri | Poziții în topuri | Poziții în topuri | Poziții în topuri | Poziții în topuri | Poziții în topuri | Poziții în topuri | Certificări |
| An   | Album                                                                   | BEL (FL)          | BEL (WA)          | NLD               | GER               | AUT               | CH                | SWE               | NOR               | FIN               | GRC               | PRT               | Certificări |
| ---- | ----------------------------------------------------------------------- | ----------------- | ----------------- | ----------------- | ----------------- | ----------------- | ----------------- | ----------------- | ----------------- | ----------------- | ----------------- | ----------------- | ----------- |
| 1996 | Best Of Vaya Con Dios - Lansat: October 1996                            | 3                 | 3                 | 20                | 21                | 15                | 19                | 1                 | 4                 | —                 | —                 | —                 | - NOR: Aur  |
| 1998 | What's A Woman: The Blue Sides Of Vaya Con Dios - Lansat: November 1998 | —                 | —                 | —                 | —                 | —                 | —                 | —                 | —                 | —                 | —                 | —                 |             |
| 2006 | The Ultimate Collection - Lansat: November 2006                         | 5                 | 9                 | —                 | —                 | —                 | 52                | 52                | —                 | 26                | 8                 | 7                 |             |

### Single-uri
| An   | Single                                 | Poziții în topuri | Poziții în topuri | Poziții în topuri | Poziții în topuri | Poziții în topuri | Poziții în topuri | Poziții în topuri | Certificări | Album                   |
| An   | Single                                 | BEL (FL)          | BEL (WA)          | GER               | NED               | FRA               | AUT               | CH                | Certificări | Album                   |
| ---- | -------------------------------------- | ----------------- | ----------------- | ----------------- | ----------------- | ----------------- | ----------------- | ----------------- | ----------- | ----------------------- |
| 1987 | "Just A Friend Of Mine"                | 17                | —                 | —                 | —                 | 7                 | —                 | —                 |             | Vaya Con Dios           |
| 1987 | "Puerto Rico"                          | 15                | —                 | —                 | —                 | 46                | 7                 | —                 |             | Vaya Con Dios           |
| 1988 | "Don't Cry for Louie"                  | 27                | —                 | —                 | 54                | —                 | 16                | —                 |             | Vaya Con Dios           |
| 1989 | "Johnny" (only released in France)     | 40                | —                 | —                 | —                 | —                 | —                 | —                 |             | Vaya Con Dios           |
| 1990 | "Nah Neh Nah"                          | 7                 | —                 | 16                | 4                 | —                 | 25                | 21                |             | Night Owls              |
| 1990 | "What's a Woman?"                      | 1                 | —                 | 11                | 1                 | 5                 | 7                 | 6                 | - NLD: Aur  | Night Owls              |
| 1990 | "Night Owls"                           | 42                | —                 | 53                | 51                | —                 | —                 | —                 |             | Night Owls              |
| 1992 | "Heading for a Fall"                   | 1                 | —                 | 29                | 3                 | —                 | 10                | 5                 |             | Time Flies              |
| 1992 | "Time Flies"                           | 8                 | —                 | 79                | 51                | —                 | 29                | 30                |             | Time Flies              |
| 1993 | "So Long Ago"                          | 33                | —                 | 67                | —                 | —                 | —                 | —                 |             | Time Flies              |
| 1995 | "Don't Break My Heart"                 | 6                 | 8                 | —                 | 28                | —                 | —                 | —                 |             | Roots and Wings         |
| 1996 | "Stay with Me"                         | 46                | —                 | —                 | —                 | —                 | —                 | —                 |             | Roots and Wings         |
| 1996 | "Lonely Feeling"                       | —                 | —                 | —                 | —                 | —                 | —                 | —                 |             | Roots and Wings         |
| 2004 | "No One Can Make You Stay"             | —                 | —                 | —                 | —                 | —                 | —                 | —                 |             | The Promise             |
| 2005 | "La Vida Es Como Una Rosa/Take Heed"   | —                 | —                 | —                 | —                 | —                 | —                 | —                 |             | The Promise             |
| 2006 | "Pauvre Diable"                        | —                 | 67                | —                 | —                 | —                 | —                 | —                 |             | The Ultimate Collection |
| 2006 | "What's a Woman" (feat. Aaron Neville) | —                 | —                 | —                 | —                 | —                 | —                 | —                 |             | The Ultimate Collection |
| 2009 | "Les voiliers sauvages de nos vies"    | 62                | 34                | —                 | —                 | —                 | —                 | —                 |             | Comme on est venu       |
| 2010 | "Hey (Nah Neh Nah)" vs.Milk & Sugar    | 10                | 46                | 7                 | 5                 | —                 | 6                 | 4                 | - GER: Aur  |                         |